# Eniro
Eniro — шведская компания, предоставляющая услуги веб-поиска, телефонного справочника жёлтые страницы (Gula Sidorna), картографический сервис и телефонный сервис 118 118 в Швеции, Норвегии, Дании, Финляндии и Польше. Головной офис расположен в Стокгольме. Компания входила в биржевой индекс OMX Stockholm 30.
Компания насчитывает около 1100 сотрудников и работает в Швеции, Норвегии, Дании и Финляндии через локальные домены eniro.se, gulesider.no, krak.dk и degulesider.dk, и каждую неделю цифровые сервисы Eniro Group посещают около 5,2 миллиона уникальных посетителей. .
Eniro на эсперанто означает вход.